# NGC 980
NGC 980 é uma galáxia lenticular (S0) localizada na direcção da constelação de Andromeda. Possui uma declinação de +40° 55' 37" e uma ascensão recta de 2 horas, 35 minutos e 18,5 segundos.
A galáxia NGC 980 foi descoberta em 17 de Outubro de 1786 por William Herschel.